# Travis (nome)
Travis  è un nome proprio di persona inglese maschile.

## Varianti
- Ipocoristici: Travie

## Origine e diffusione
Riprende il cognome inglese Travis, che è una variante di Travers; quest'ultimo è basato su un toponimo inglese e francese, derivante dal francese antico traverser ("attraversare"), e designava originariamente una persona che vivesse o lavorasse presso un ponte o un guado.
Viene talvolta usato, negli Stati Uniti, in onore di William Barret Travis, il generale che guidò le forze texane nella battaglia di Alamo.

## Onomastico
Il nome non è portato da alcun santo, quindi è adespota, e se ne festeggia l'onomastico il 1º novembre, in occasione di Ognissanti.

## Persone

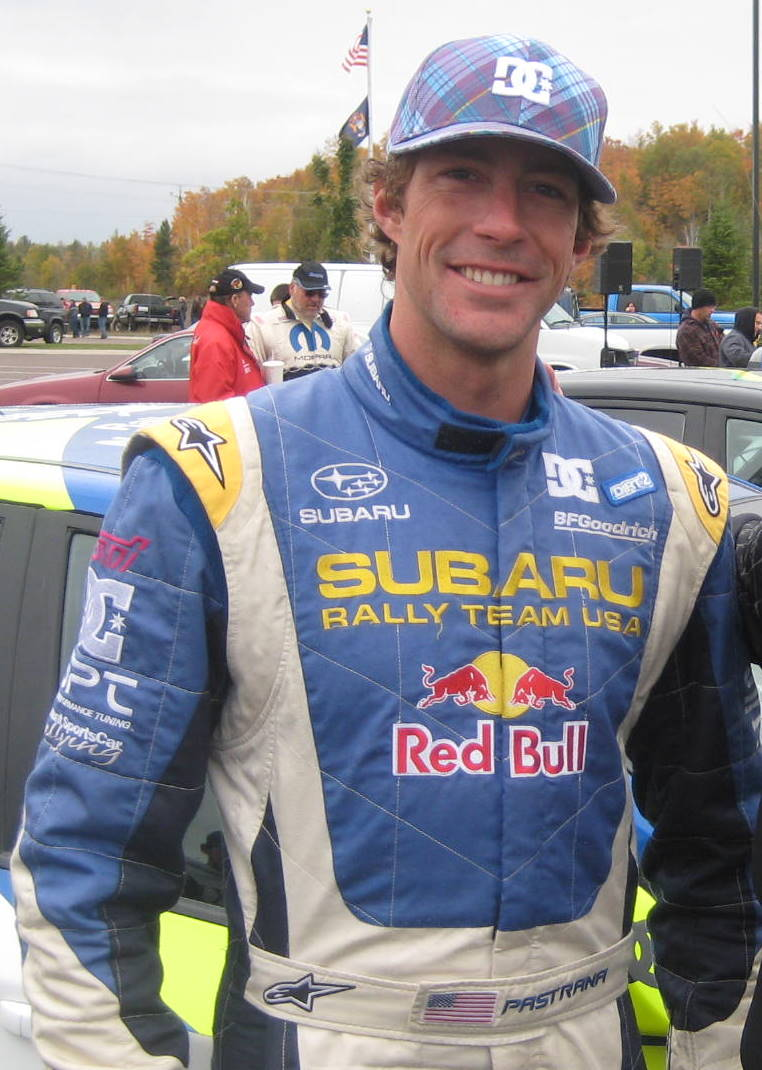
Travis Pastrana

- Travis Barker, batterista statunitense
- Travis Best, cestista statunitense
- Travis Browne, artista marziale misto statunitense
- Travis Milne, attore canadese
- Travis Pastrana, pilota motociclistico statunitense
- Travis Scott, rapper statunitense
- Travis Tomko, wrestler statunitense
- Travis Willingham, doppiatore statunitense
- Travis Zajac, hockeista su ghiaccio canadese

### Variante Travie
- Travie McCoy, rapper e cantante statunitense

## Il nome nelle arti
- Travis è uno dei protagonisti del film del 1994 Botte di Natale, diretto da Terence Hill.
- Travis Bickle è il protagonista del film del 1976 Taxi Driver, diretto da Martin Scorsese.
- Travis Mayweather è un personaggio della serie televisiva Star Trek: Enterprise.
- Travis Touchdown è il protagonista del videogioco No More Heroes.